# Дарксинт
Дарксинт (англ. darksynth, от «dark synthwave» — «тёмный синтвейв») — субжанр в направлении электронной музыки ретровейв, вдохновлённый эстетикой фильмов ужасов и ретрофантастики XX века. Как музыкальный стиль, дарксинт сочетает «механические» ритмы драм-машин, «синтетические» тембры старых синтезаторов, «электрические» риффы гитар, пытаясь воссоздать мрачную, агрессивную или холодную атмосферу фильмов ужасов и научной фантастики. Концептуально, корни субжанра лежат в ранней электронной музыке в духе Kraftwerk, Space и музыки композиторов, писавших саундтреки к фантастическим фильмам, таким, как Джон Карпентер и Вангелис. Дарксинт нередко включает музыкальные влияния стилей индастриал и метал, в нём встречаются профессиональные гитаристы, которые являются поклонниками музыки хэви-метал (Carpenter Brut, Meteor).

## История и происхождение
Концептуальные истоки и базовые черты дарксинта можно проследить ещё в ранней экспериментальной европейской электронике 70-х годов в работах Kraftwerk и Space на примере альбомов Radio-Aktivität, Trans-Europa Express, Die Mensch-Maschine, Deliverance, Just Blue, проложивших путь становлению многих направлений танцевальной и популярной электронной музыки 80-х, в том числе и таких, как диско и синтипоп.
В 90-е годы зарождается стиль аутран, эксплуатирующий культурное наследие синтипопа 80-х. В 00-е от аутрана отпочковывается синтвейв.
В отличие от аутрана и синтвейва с их ностальгическим видением солнечных автопробегов по океанскому побережью Майями и вечерних залов игровых автоматов Лас-Вегаса 80-х, дарксинт возвращается к истокам ранней электроники в духе Kraftwerk и отсылает к ретро-футуризму той эпохи, фильмам ужасов категории Б, научно-фантастическим фильмам, комиксам и литературе, особенно в жанре киберпанк.
Элементы дарксинта можно услышать в аутран-релизах, таких как «Wayfarer» и «Deadcruiser» от Kavinsky, а также «As Seen on TV» проекта Futurecop! Тем не менее, сформировался после выхода «Terror 404» от Perturbator, «EP I» от Carpenter Brut и «VHS» от Mega Drive. Другие заметные записи в дни формирования дарксинта включают «Out of Body» от Dance With the Dead и ранние мини-альбомы от GosT, такие как «The Night Prowler» и «Skull». Futurecop! так же внес свой вклад в развитие звучания дарксинта на альбоме 2012 года «The Movie», углубляясь в грубые эффекты и ритмический подход к написанию песен, которые стали визитной карточкой жанра с такими треками, как «Bright Lights, Big City» и «Super Saiyan».
Эти инновационные релизы четко определили новый стиль синтвейв, хотя они часто разделяли стилистические особенности с аутраном. Например, такие треки, как «John Holmes VHS Nightclub» от Perturbator и «LA Venice Beach 80’s» от Carpenter Brut, очень близки к классическим outrun-релизам. Вся дискография Cluster Buster представляет собой пример музыки с оттенком хоррора, которая стилистически представляет ранние отношения аутран и дарксинт.
После первого появления в 2012 и 2013 годах, дарксинт начал стремительно развиваться, привлекая поклонников и продюсеров не только из аутрана, но и из других, самых различных жанров. К 2015 году стиль дарксинт был почти таким же распространенным, как синтвейв, и даже такие музыканты, как Mitch Murder и Nightstop, которые традиционно фокусировались на глянцевом, поп-ориентированном подходе к своей музыке, попробовали свои силы в развивающемся стиле дарксинт.
2016 и 2017 были поворотными годами для дарксинта, поскольку поджанр, с точки зрения известности и популярности, возможно, обогнал более традиционный аутран. Более грубое, более экспериментальное звучание дарксинта, как, например, в альбоме The Uncanny Valley, или EP III, не только продолжало распространяться среди новых исполнителей, но и значительно эволюционировало с точки зрения стиля, эффективно формируя свой собственный, отличный от синтвейва. В 2017 году такие исполнители, как Dan Terminus, GosT и Perturbator декларативно выдвинули свою музыку за пределы жанра synthwave, установив новые творческие подходы к дарксинта.
Плотный, ритмично-ориентированный подход многих современных исполнителей жанра, а также заимствование элементов из таких жанров, как dubstep, trap, drum and bass, industrial и metal, создает резкий контраст с мелодичным, поп-ориентированным звучанием музыки outrun. В 2018 году уже вышли гибрид дарксинта и дабстепа в лице «Death & Glory» от Lazerpunk, гибрид дарксинта и металла — «Leather Teeth» от Carpenter Brut, и экстремальное творение «Possessor» от GosT. У этих музыкантов, в музыкальном плане, больше нет ничего общего с такими аутран-альбомами, как «1986» от Kavinsky и «Redline» от Lazerhawk, и, следовательно, они выпадают за рамки жанра «synthwave».